# Hwaseong-Stadion
Das Hwaseong Stadium (koreanisch: 화성종합경기타운) ist ein multifunktionales Stadion in der Stadt Hwaseong in Südkorea.

## Geographie
Der 285.097 m2 große Stadionkomplex befindet sich rund 10 km südöstlich des Stadtzentrums von Hwaseong im Stadtteil Hyangnam-Eup (향남읍).

## Erbauung
Das Stadion, das Teil des Hwaseong Sports Complex ist und zu dem neben dem großen offenen Stadium noch eine Indoor-Halle und eine kleinere Halle gehört, wurde am 10. Juni 2011 nach 29-monatiger Bauzeit fertiggestellt, am 30. Juni 2011 seiner Bestimmung übergeben und am 1. Oktober 2011 eingeweiht. Das Design und die Architektur des Stadionkomplexes stammten von dem Designstudio DRDS aus Los Angeles in Zusammenarbeit mit einigen weiteren Architektenbüros aus Südkorea. Gebaut wurde der Komplex durch ein Konsortium, gebildet von dem Firmen Hyundai und Samsung. Die Kosten des Projektes beliefen sich seinerzeit auf rund 237 Mrd. koreanische Won (KRW), was rund 160 Mio. Euro betragen würde.

## Kapazität
Das große Stadion, das größtenteils für Fußballspielveranstaltungen genutzt wird, besitzt eine Kapazität von 35.270 Zuschauern. Demgegenüber fassen die geschlossene Sporthalle 5152 und die kleinere Halle 2002 Zuschauer.